# Likvidssönernas ätt
Likvidssönernas ätt är en nutida benämning på en medeltida frälsesläkt från Småland. Stamfadern Likvid är känd endast genom sönernas patronymikon. Han hade fem kända barn, fyra söner och en dotter, samt en till namnet okänd son eller dotter. Ätten Vasa härstammar sannolikt via kvinnoled från Margareta som dog 1309, gift med Kristiern från Öland, som dock aldrig explicit sägs vara dotter till Likvid i källorna.
Vapen: förde 3 sjöblad i trepass, ordnade 2 och 1, med spetsarna mot sköldhörnen.
Flera barn till Likvid är kända:
1. Birger Likvidsson är nämnd 1303 i samband med att han köpt jord i Östergötland. Han var gift med en till namnet okänd syster till riksrådet Hemming Ödgislason. Han hade tre söner och två döttrar.
2. Peter Likvidsson nämns tidigast 1304 och blev slagen till riddare senast 1306. Han nämns som riksråd 5 mars 1310, vilket han var ännu 1321. Samma år var han bland marsken Tyrgils Knutssons testamentsexekutorer. Han var troligen död 1331. Han hade två döttrar med sin till namnet okända hustru.
3. Anund Likvidsson är nämnd bland kung Birgers anhängare 1308.
4. Hemming Likvidsson var kanik i Linköping 1331. Han dog senast 1355.
5. Inga Birgersdotter var abbedissa i  Vårfruberga kloster.
6. Ödgisl Birgersson, död omkring 1353, var biskop i Västerås stift och troligen också son till Birger Likvidsson.